# Canal du Centre (Frankrijk)
Het Canal du Centre (Centrumkanaal), oftewel Canal du Charolais (oorspronkelijk Canal du Charollais met dubbel-l), is een waterweg in het mid-oosten van Frankrijk.
Het kanaal verbindt het parallelkanaal van de Loire (Canal latéral à la Loire) in de stad Digoin in het rivierdal van de Loire met de Saône in Chalon-sur-Saône.
Het kanaal gaat vooral door dalen van kleinere zijrivieren en kent grote hoogteverschillen, er zijn dan ook ongeveer zestig (schut)sluizen.
Het kanaal begint aan de westkant bij de Kanaalbrug van Digoin, waarmee het Canal latéral over de Loire gaat. De Loire zelf is hier niet geschikt voor scheepvaart. Vanaf Digoin gaat het kanaal stapsgewijs omhoog door het dal van de Bourbince, een zijrivier van de Loire, en loopt door Paray-le-Monial en Montceau-les-Mines. Door het dal omhooggaand bereikt het kanaal zijn hoogste punt op 301 meter in de plaats Montchanin. Hier zijn waterbekkens om te waarborgen dat er altijd voldoende water in het kanaal is voor de bevaarbaarheid. Verder oostelijk gaat het kanaal dan omlaag, vooral door de dalen van zijrivieren van de Saône en loopt door Chagny. Uiteindelijk komt het kanaal in Chalon uit in de Saône die wel bevaarbaar is, vooral in zuidelijke richting, naar Lyon en de Rhône toe.

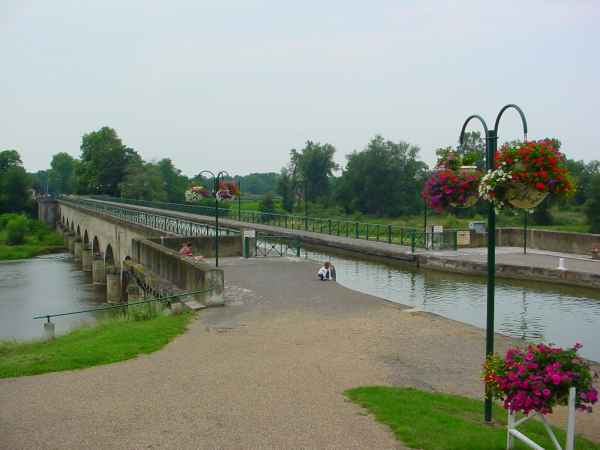
Kanaalbrug over de Loire in Digoin
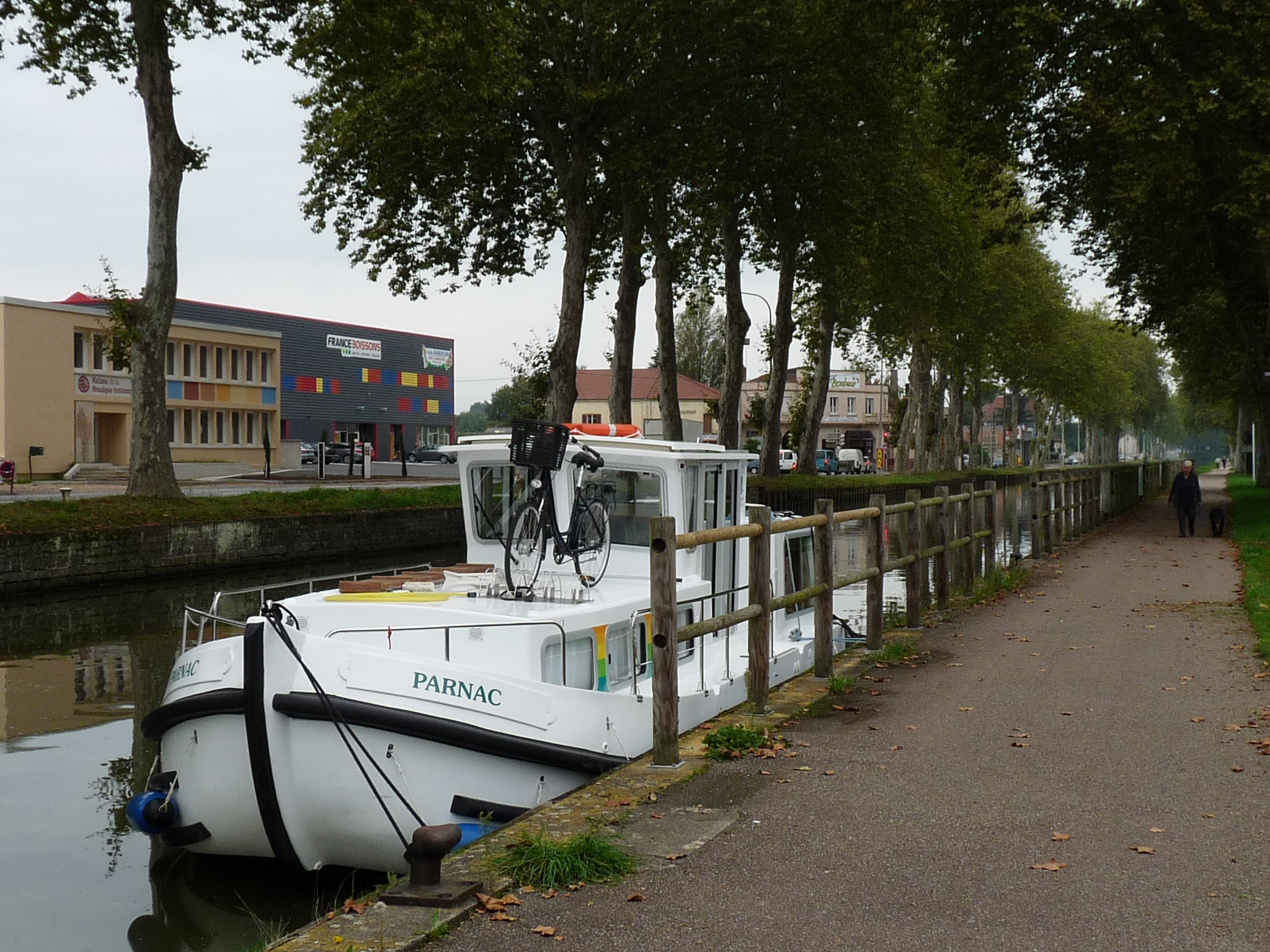
Het kanaal in Paray-le-Monial
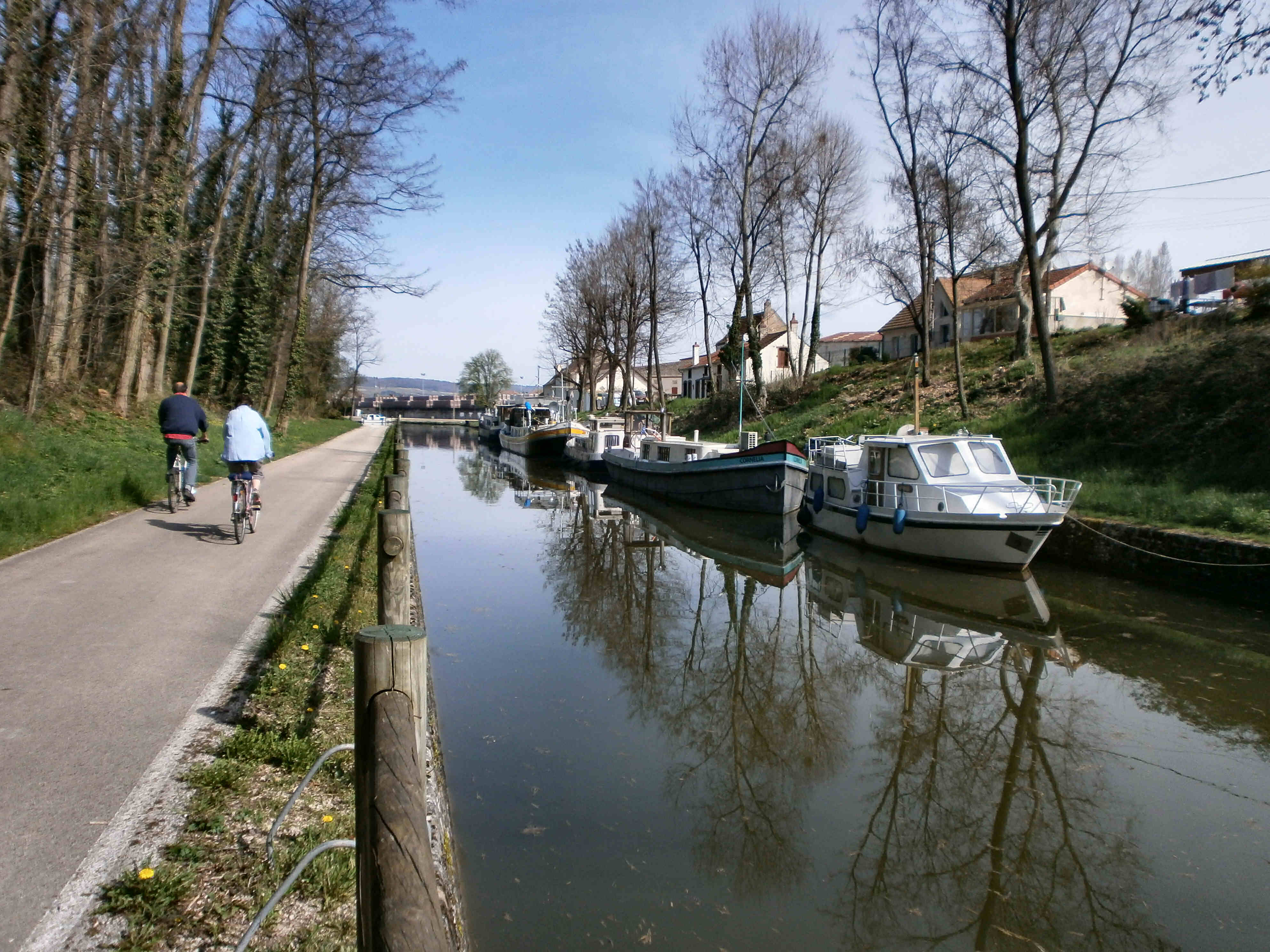
in Chagny
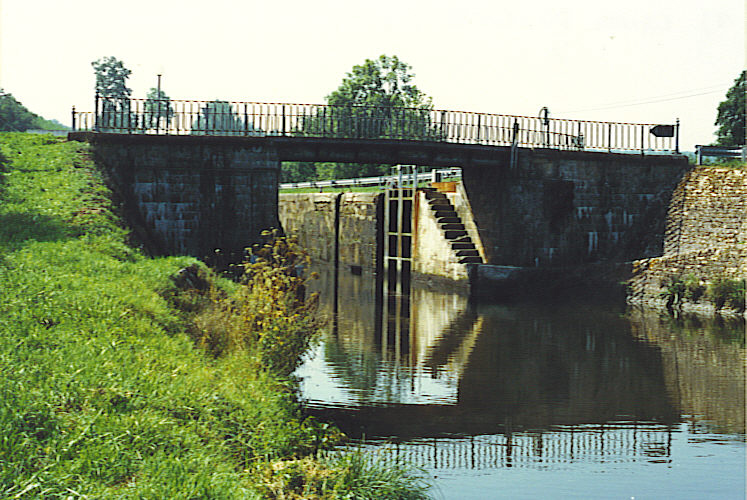
Brug en sluis in St-Julien-sur-Dheune